# Black Amber
Black Amber es una variedad cultivar de ciruelo (Prunus salicina), de las denominadas ciruelas japonesas,. Las frutas tienen un tamaño grande, color de piel rojo oscuro a negro, y pulpa de color amarillo ambarino, de textura carnosa crujiente, y sabor agradable dulce.

## Sinonimia
- "Black Ámbar".[4]

## Historia
'Black Amber' variedad de ciruela (Prunus salicina), de las denominadas ciruelas japonesas, desarrollada y cultivada de forma exclusiva en 1980 por John H. Weinberger de Fresno, (California), EE. UU. mediante una hibridación al cruzar la variedad de ciruela 'Friar' como "Parental Madre" x la variedad 'Queen Rosa' que gracias a su polen hace la función de "Parental Padre".

## Características
'Black Amber' árbol de porte extenso, moderadamente vigoroso, erguido. Las flores deben aclararse mucho para que los frutos alcancen un calibre más grueso. Tiene un tiempo de floración que comienza a partir del 16 de abril con el 10% de floración, para el 20 de abril tiene una floración completa (80%), y para el 29 de abril tiene un 90% de caída de pétalos. Tiene una productividad inconstante sobretodo en las zonas frías.
'Black Amber' tiene una talla grande de tamaño notablemente, de forma elíptico redondeada, achatada en ambos polos, pudiendo ser de simétrica o disimétrica; epidermis tiene una piel con ligera pruina  blanquecina, el color de su epidermis adquiere diferentes matices de color en el proceso de maduración, de rojo carmín a rojo oscuro a negro, presenta lenticelas abundantes de tamaño pequeño, claras, la cavidad peduncular donde suele estar hendida y formando pequeño surco; pulpa de color amarillo ambarino, de textura carnosa, firme, crujiente jugosa, y sabor acidulado muy agradable dulce.

Hueso semi adherente pequeño, elíptico redondeado, semi globoso, con zona ventral amplia y muy acusada.
Su tiempo de recogida de cosecha se inicia en su maduración durante la tercera decena de julio, recogida temprana.

## Usos
Es una excelente opción para consumo en fresco y se utiliza a menudo en mermeladas, jaleas y otras preparaciones culinarias.
La ciruela 'Black Amber' se cultiva en diversas regiones del mundo, como Norteamérica, Europa y Australia. Crece bien en climas templados y requiere suelo bien drenado y suficiente luz solar.